# Jean-Michel Coulon
Jean-Michel Coulon, (Bordeaux, 1920 - Paris, 25 de outubro de 2014) é um pintor francês da Escola de Paris que tem a particularidade de ter mantido o seu trabalho - mais de 600 pinturas - quase secreto durante a grande maioria da sua vida como artista. Expôs em 1949 e 1950 na galeria Jeanne Bucher, em Paris e em 1971 em Bruxelas.
Bem estabelecido na sociedade artística dos anos 40 e 50, ele frequenta Nicolas de Staël, Serge Poliakoff, André Lanskoy, Maria Helena Vieira da Silva, conhece Picasso, notavelmente com seu cunhado Olivier Debré, então isola-se gradualmente no ponto de raramente evoca sua pintura.

## Biografia
- 1920: Nascimento em Bordéus no 10 de outubro. Ele é o neto do Georges Coulon, vice-presidente do conselho de Estado de 1898 até 1912, e o bisneto do Eugène Pelletan e do Eugène Scribe.
- Anos 1930: Estudos na escola secundaria Janson-de-Sailly, e depois nos cursos preparatórios na escola secundaria Henri IV. Ele empreende muitas viagens durante a sua juventude, em Alemanha de onde ele volta bilingue, em Itália depois o seu bacharelado com o seu amigo e futuro cunhado Olivier Debré, e ao longo das costas atlânticas e mediterrânicas de África a bordo de navios mercantes e sem pagar nada. Ele é a testemunha da escalada das ideologias fascistas: ele avista Hitler em Berlim, e depois Mussolini em Roma.
- 1943: O serviço de trabalho obrigatório é estabelecido pelo regime de Vichy, ele decida de deixar Paris e obtém um falso cartão de cidadão. Ele vai-se embora com Olivier Debré, escapar em Megève. Durante esse período os dois amigos decidem de se-dedicar a pintura.
- 1944: Jean-Rémi Coulon, 19 anos, irmão do Jean-Michel, enquanto em cursos preparatórios na escola secundaria Janson-de-Sailly, é executado pelos alemães, na quinta do By no Loiret.
- 1945: Ele começa a expor regularmente nos Salões (Novas Realidades, Salão de Maio).
- 1949: Ele conhece a sua futura esposa, Caroline Garabedian, violonista americana vinda estudar no Conservatório de Paris. Ele aprende rapidamente o inglês. Ele participa em uma exposição coletiva na galeria Jeanne Bucher em Paris com Braque, Picasso, Klee, Lurçat, Laurens, Nicolas de Staël, André Lanskoy, Maria Helena Vieira da Silva, Reichel, Bauchant, Manessier, Chapoval, Déchelette, Szenes e Kandinsky.
- 1950: Ele expõe sozinho, sempre na galeria Jeanne Bucher. O livro de visita atesta que muitos pintores hoje famosos estavam presentes como Rotho, Lanskoy, Deyrolle, Arnal, Vieillard, Szenes e Vieira da Silva. Ele participa na exposição coletiva em Nova Iorque Young Painters from US and France na galeria Sidney Janis com nomeadamente Nicolas de Staël e Pierre Soulages. Depois a obtenção de uma bolsa do governo francês, ele fica três meses na Casa Descartes em Amsterdão. Ele familiariza-se com os pintores clássicos holandês e aprende o neerlandês.
- 1952: O seu secundo irmão Jean-François, 25 anos, oficial na força aérea, despenha-se num avião no nevoeiro durante uma missão em Tunísia. Jean-Michel Coulon participa em exposição Posters by Painters and Sculptors no Museum of Modern Art em Nova Iorque.
- 1953: Ele casou-se com Caroline Garabedian.
- 1955: Um incendio devasta a sua casa e o seu atelier de Saint-Jean de Braye, perto de Orleãs. Teve um grande número signficativo de quadros perdidos.
- 1956: Ele fica dois meses nos Estados Unidos e lá descobre as grandes metrópoles, de entre as quais Nova Iorque que o fascina. Essa viagem é a primeira de muitas que representam uma profunda fonte de inspiração para sua pintura.
- 1957: Nascimento da sua única filha.
- 1968: Depois a saída da Franca do comando incorporado da NATO, ele muda de residência para Bruxelas com a sua esposa que trabalha na sede da organização. Eles focarão em Bruxelas até 1998. Partir de Bruxelas, a família percorra de carro todos os países Europeus para viajar com um objetivo cultural e artístico. Sem parar, Jean-Michel Coulon visita igrejas, museus, exposições, castelos e ruínas.
- 1971: Sua exposição na galeria Régence em Bruxelas, organizada por o galerista Michel Vockaer é um verdadeiro sucesso. Dezoito quadros são vendidos. Devia haver uma seria de três exposições, mas só a primeira terá lugar: Jean-Michel Coulon dará como pretexto de nunca estar pronto para os seguintes quadros.
- 1999: Ele regressa em Paris para viver na proximidade da casa do Honoré de Balzac. Ele não reata relações com as galerias parisienses. Ele permanece discreto e mesmo secreto. Ele dirige-se a seu atelier cada tarde e orienta o seu trabalho da pintura em direção da colagem, que ele realiza em cima de antigos quadros dos anos 1950/1960.
- 2012: Sua saúde deteriora-se e depois uma longa hospitalização, ele esta condenado a ficar em cadeira de rodas. Essa condição impede-o de ir a seu atelier, tornado inacessível. O atelier fica assim inviolado até o falecimento de Jean-Michel Coulon. Ele continua a compor colagens no seu apartamento, em folhas de papel Canson. Seu espírito permanecido vivo e relevante, ele trabalha até os seus últimos dias e sempre com cintilantes tintas.
- 2014: Jean-Michel Coulon faleceu em Paris no dia 25 de outubro, com 94 anos de idade. Ele descansa no feudo familiar de Saint-Georges de Didonne, em Charente Maritime.

## Descrição do trabalho
Jean-Michel Coulon pintou no maior segredo até seu falecimento no final de 2014: ele não deixava ninguém penetrar em seu atelier e nunca evocava a sua pintura.
Mais de 600 quadros foram descobertos no dia a seguir o seu falecimento durante a abertura do seu atelier que ele próprio não tinha podido de visitar desde vários anos tendo perdido o uso das suas pernas. Por causa da sua recente descoberta e a falta de comentários deixados por o artista, a visão de conjunto do trabalho de Jean-Michel Coulon esta em construção e sujeito a discussão. 
Os principais pontos de reflexão dizem respeito a, nomeadamente: 
- O posicionamento do Jean-Michel Coulon na história da arte do XXe seculo e em relação os pintores quele tem frequentado depois a Secunda Guerra Mundial (Nicolas de Staël, Maria Helena Vieira da Silva, André Lanskoy e Olivier Debré...)
- A evolução da sua pintura (formas, tintas, suportes) durante os seus 70 anos de vida d’artista.
- A influência dos dramas da sua vida sobre as suas escolhas artísticas (nomeadamente o falecimento brutal dos seus dois irmãos em 1944 e 1952 e incêndio da sua casa e de certas obras em 1955)
- O segredo que rodeava a sua iniciativa artística.
- A possibilidade de buscar uma chave de compreensão do trabalho na correspondência durante as suas viagens nomeadamente nos Estados Unidos e em Itália.

A historiadora de arte Lydia Harambourg tem trazido vários elementos de resposta numa primeira monografia do Jean-Michel Coulon (publicada em junho 2018).

A evolução do seu trabalho pode ser ilustrada da seguintemaneira :

1945-1949 : escrita imediatamente abstracta com um sentido das cores circular
1950-1959 : gesto artístico libertado
1960-1969 : tendência a pintar formas verticais influenciada pela paixão de Coulon por Nova Iorque
1970-1999 : simplicidade sib a forma de tabuleiro  pintados sobre formatos muitos pequenos com as cores alegres que Coulon admirava em Itália
1970-1999 : simplicidade sib a forma de tabuleiro  pintados sobre formatos muitos pequenos com as cores alegres que Coulon admirava em Itália
2000-2012 : frenesi existencial com as colagens
2012-2014 : serenidade na simplicidade

## Exposições
- 1949 : Exposição coletiva na galeria Jeanne Bucher em Paris, França
- 1950 : Exposição na galeria Jeanne Bucher em Paris, França
- 1950 : Exposição coletiva na galeria Sidney Janis em Nova Iorque, Estados Unidos
- 1952 : Participa em exposição Posters by Painters and Sculptors Pósteres de pintores e escultores no Museum of Modern Art (MOMA) em Nova Iorque, Estados Unidos
- 1971 : Exposição na galeria Régence em Bruxelas, Bélgica

- 2018 : Jean-Michel Coulon na galeria Dutko em Paris, França

- 2019 : Jean-Michel Coulon : Uma vida de pintura, Casa das Artes Châtillon, Châtillon, França.

- 2019 : Jean-Michel Coulon, 70 anos de pintura, Galeria Laurentin, Bruxelas, Bélgica.

- 2019 : Exposição coletiva Um século de colagem na galeria Rosenberg & Co, Nova Iorque, Estados Unidos

- 2020 : Exposição coletiva Cor de Luz na Galeria 50, La Cadière d’Azur, França

- 2021 : Exposição coletiva Espetáculo de Verão na galeria Dutko, Paris, França

- 2021 : Exposição coletiva Quatros pintores abstractos do pós-guerra na galeria Luz 26, Saint Jean de Luz, França

- 2021 : Exposição coletiva Pequenos Formatos na Galeria 50, La Cadière d’Azur, França

- 2021 : Exposição coletiva Colagens dos Anos 50 aos Anos 2000 na galeria Luz 26, Saint-Jean de Luz, França

- 2022 : Exposição individual na Galeria 50 em La Cadière d’Azur, França

- 2023 : Exposição coletiva A segunda Escola de Paris na galeria Luz 2610, Saint Jean de Luz, França
- 2023 : Exposição coletiva Fine Art la Biennale (FAB), Paris, França, galeria Françoise Livinec
- 2024 : Exposição individual L'Appel de la Lumière, Musée du Protestantisme, de la Réforme à la laïcité, Ferrières, Tarn, França
- 2025 : Exposição coletiva Salon du Dessin, Paris, galeria Laurentin, França

## Composições do Jean Michel Coulon

Compositions by Jean-Michel Coulon
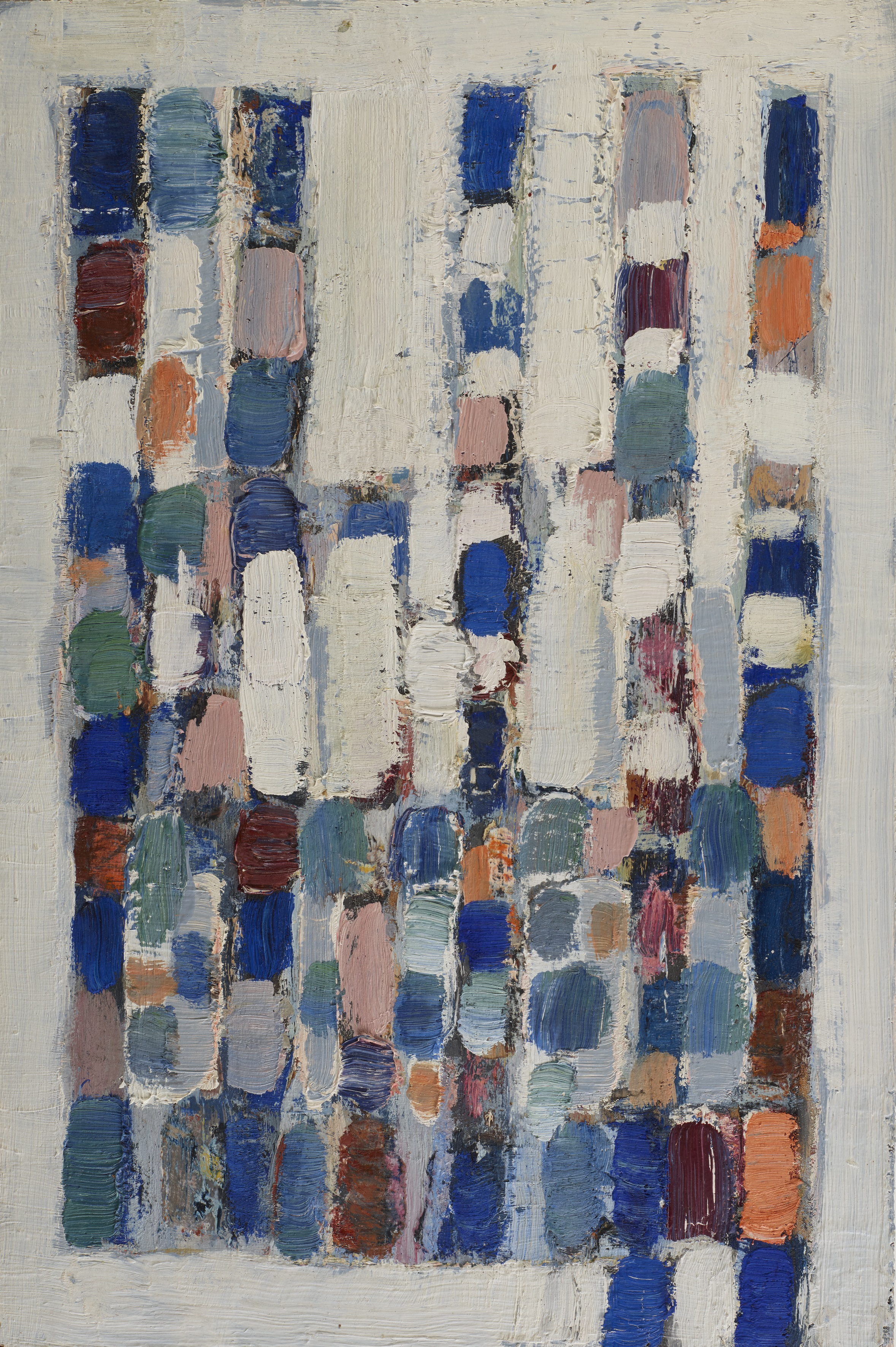
"Composition" Jean-Michel Coulon, 1960s.
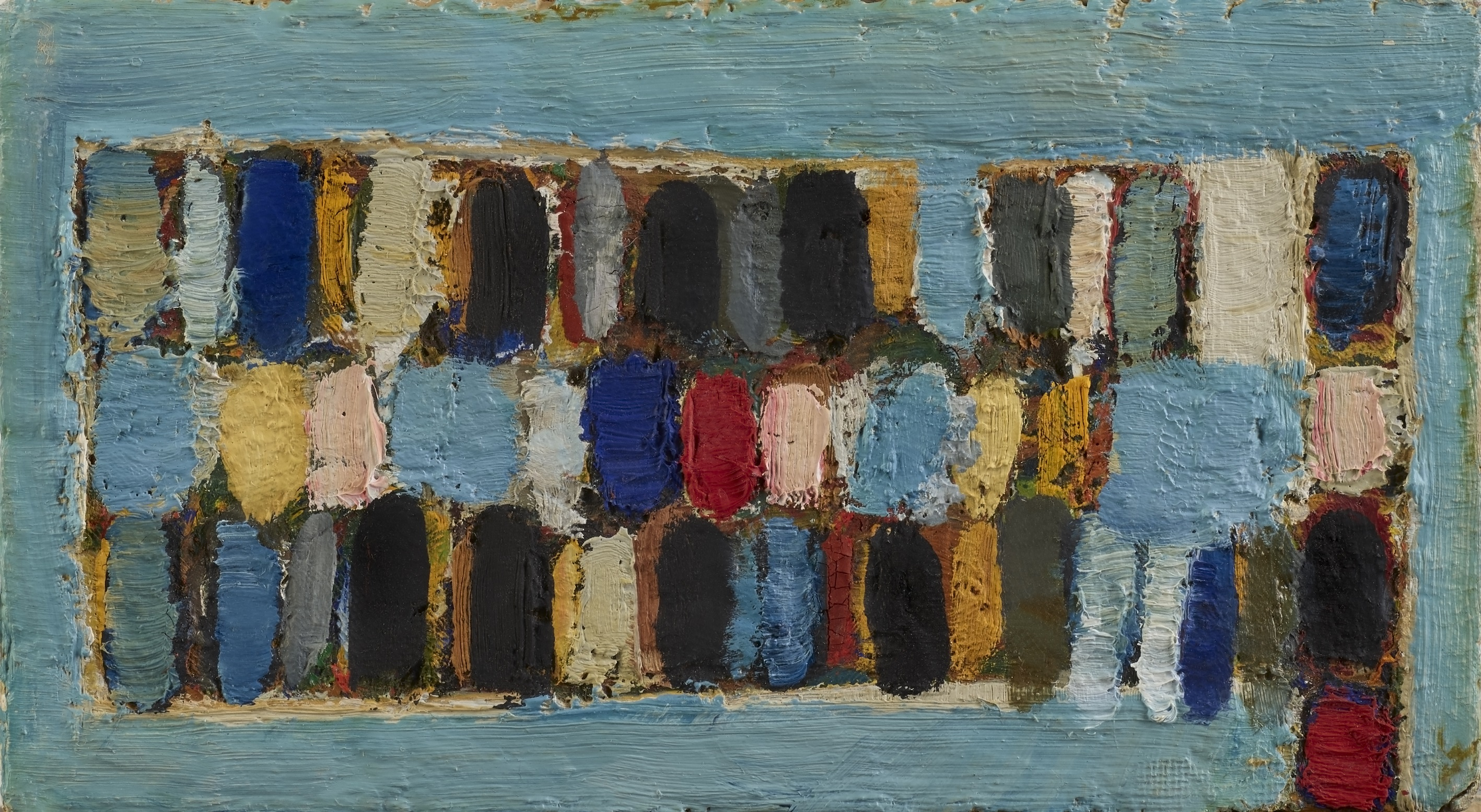
"Composition" Jean-Michel Coulon, 1970s.
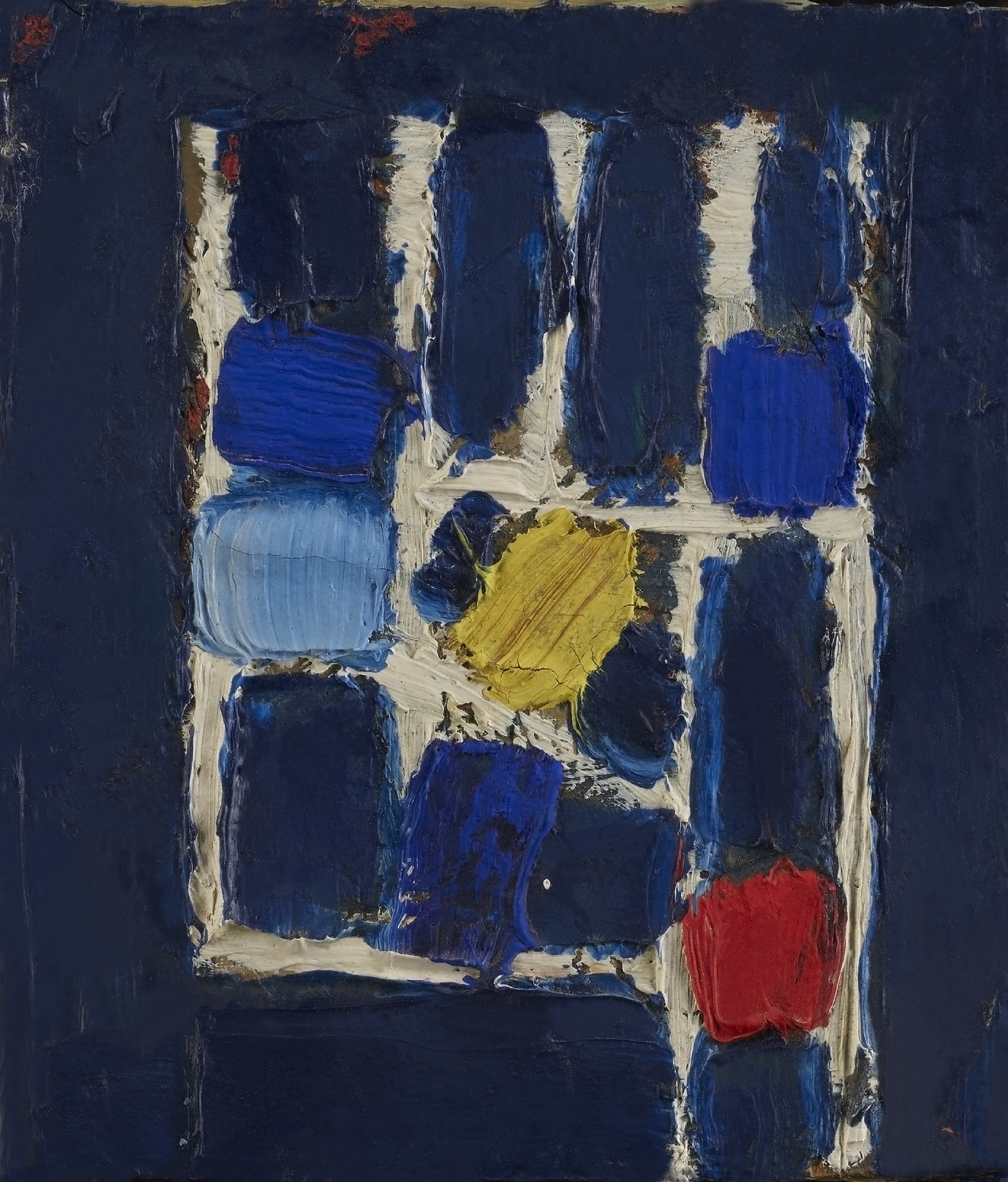
"Composition" Jean-Michel Coulon, 1970s.
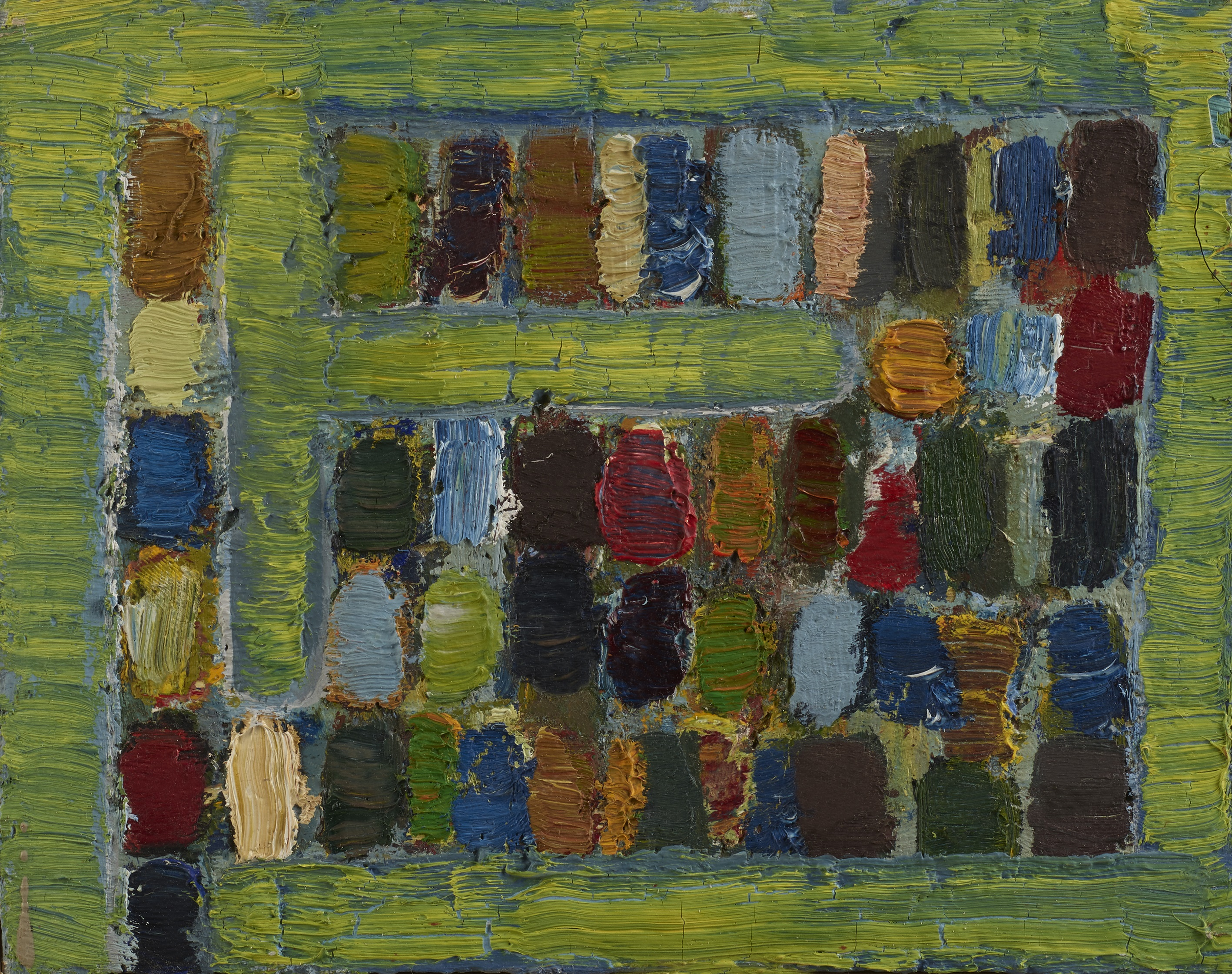
"Composition" Jean-Michel Coulon, 1970s.
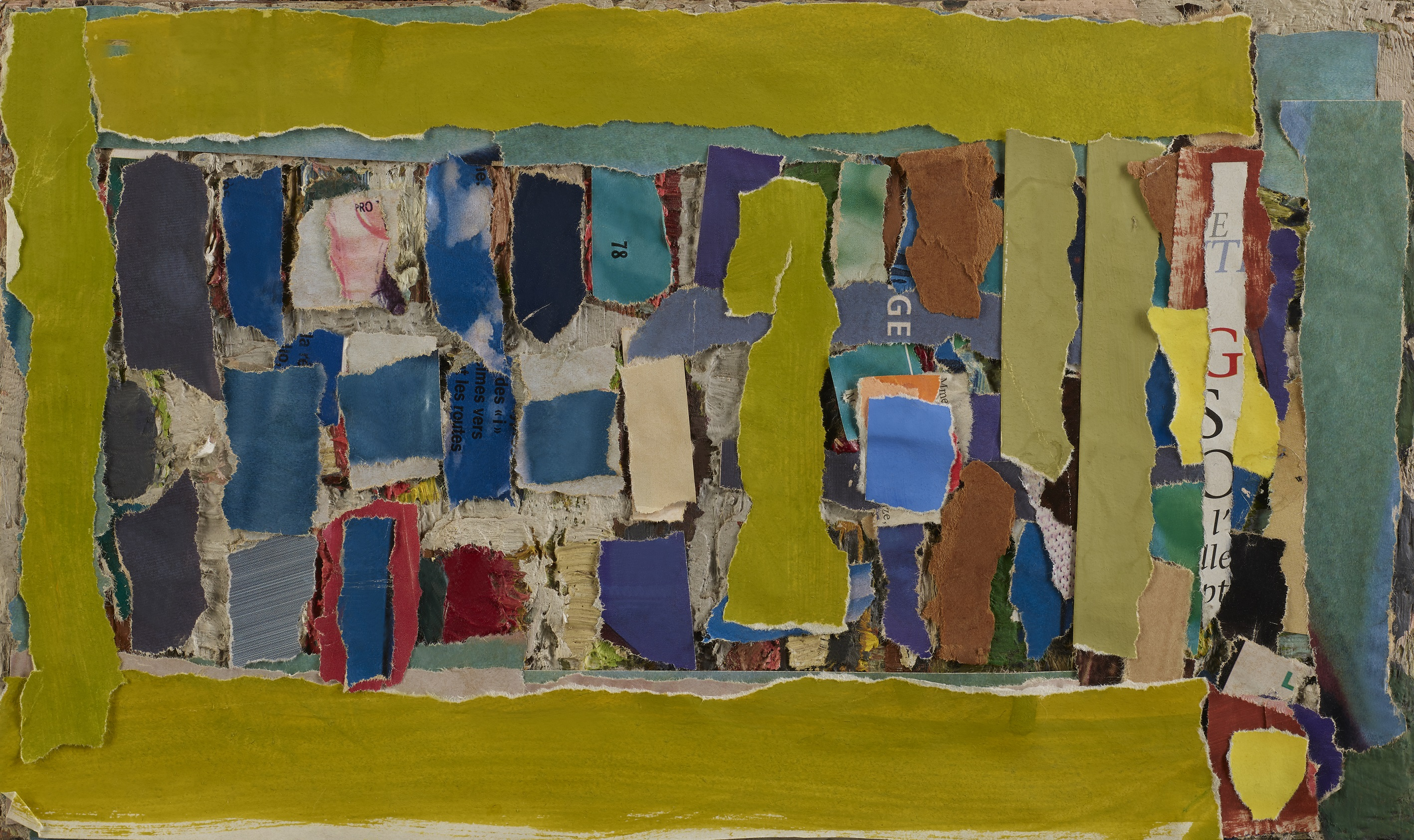
"Collage" by Jean-Michel Coulon, 2000s

## Obras nas coleções
Segundo a classificação do catálogo completo
França
- Museu Nacional de Arte Moderna, Paris, 2022 : 0036H, 0824G, 0826G, 0837G e 0844G. https://grandpalaisrmn.fr/
- Museu du protestantisme, de la Réforme à la laïcité, Ferrières, Tarn, 2025 : 0279H.

Textos
- Cartas da América, prefácio de Annie Cohen-Solal (Gourcuff Gradenigo, 2019)
- Cartas de Itália, prefácio de Annie Cohen-Solal (Gourcuff Gradenigo, 2019)